# Saint George Parish, Grenada
Saint George är en parish i Grenada. Den ligger i den sydvästra delen av landet. Huvudstaden Saint George's ligger i Saint George. Antalet invånare är 33 264. Arean är 67 kvadratkilometer. Saint George ligger på ön Grenada.
Terrängen i Saint George är kuperad åt nordost, men åt sydväst är den platt.
Följande samhällen finns i Saint George:
- Saint George's